# Benedito Sabath
Benedito Sabath (1780, Tafilete, Marrocos - 1877, São Domingos, Goiás) foi um importante comerciante judeu marroquino, estabelecido na região norte do Goiás, um dos fundadores do município de São Domingos. E filho ilegítimo do Sultão Sulayman bin Mohammed do Marrocos.

## Biografia
Benedito Sabath nasceu em 1780 na região de Tafilet, localizada no sul do Marrocos. Filho ilegítimo do Sultão Sulayman bin Mohammed, com de Rebecca Sabath, uma judia da comunidade local que se tornou uma de suas concubinas.
A situação de Benedito, filho de um sultão e de uma concubina judia, era incomum e delicada. Embora seu pai, o Sultão Sulayman, cuidasse para que nada lhe faltasse, o bebê foi entregue aos cuidados de seus avós maternos, Benedicto e Hannah Sabath. Esses dois, membros respeitados da comunidade judaica marroquina, decidiram criar Benedito como seu próprio filho. Assim, o menino cresceu em um ambiente profundamente enraizado na cultura e nas tradições judaicas.
Seus avós, garantiram que ele tivesse uma educação ampla, que incluía tanto os ensinamentos religiosos judaicos quanto o conhecimento das línguas e culturas do mundo islâmico ao seu redor. Seu pai, o sultão, sempre enviava ajuda financeira ao mesmo, e garantia que nada lhe faltasse.
Em 1823, com a independência do Brasil e a extinção da Inquisição no território brasileiro, Benedito decidiu partir em busca de novas oportunidades. Aos 42 anos, ele chegou a Belém do Pará, uma cidade portuária que, na época, era a principal entrada para a  Amazônia. 
Seu destino final, no entanto, não era Belém, mas o interior do Brasil. Benedito estava determinado a explorar as regiões mais remotas e promissoras do país. Ele subiu o Rio Tocantins, uma jornada que, durante o período das cheias, era uma das poucas formas de penetrar no interior do Brasil. Após chegar à cidade de Peixe, no atual estado de Tocantins, Benedito continuou sua viagem por terra, atravessando terrenos acidentados e enfrentando os desafios de um território desconhecido.
Eventualmente, Benedito chegou à cidade de Arraias, uma das mais antigas da região, onde se estabeleceu brevemente antes de seguir para São Domingos, no estado de Goiás. Foi nessa cidade que ele decidiu se fixar definitivamente e construir sua vida.
Em São Domingos, Benedito Sabath se casou em 1825 Felismina França de importante e poderosa família, um casamento que não só consolidou sua posição na comunidade local, mas também o ajudou a expandir suas ambições comerciais. 
Benedito rapidamente se destacou como caixeiro viajante, uma profissão que, na época, era crucial para o desenvolvimento econômico das regiões mais isoladas do Brasil. Ele estabeleceu uma rede de entrepostos comerciais em todo o nordeste de Goiás, comprando produtos locais – como gado, peles, café, algodão e ouro – e vendendo mercadorias trazidas do litoral através do Rio São Francisco. Suas operações comerciais se estendiam até as cidades de Januária, em Minas Gerais, e Barreiras, na Bahia, criando um fluxo constante de bens e riquezas entre o interior e o litoral.
Sua habilidade para negociar e seu profundo conhecimento das rotas comerciais fizeram de Benedito um dos comerciantes mais bem-sucedidos da região. Ele não apenas acumulou uma fortuna considerável, mas também contribuiu significativamente para o desenvolvimento das infraestruturas locais. Com os lucros de suas atividades comerciais, Benedito financiou a construção de diversas pontes e estradas em todo o nordeste de Goiás, facilitando o transporte de mercadorias e impulsionando o crescimento econômico da região.
Benedito Sabath faleceu em 1877, aos 97 anos, em São Domingos. Sua família, os Sabath, tornou-se uma das mais influentes da região. Muitos de seus descendentes desempenharam papéis fundamentais na política e no desenvolvimento econômico local, especialmente na cidade de Iaciara, onde a família Sabath foi a principal força por trás da emancipação política da cidade.
Teve quatro filhos - Felismina Maria Regis, Benedito Sabath, Cirilo de França Sabath e Luiz de França Sabath.